# Petit-Fort-Philippe
Petit-Fort-Philippe is een gehucht bij de stad Grevelingen in het Noorderdepartement in de regio Hauts-de-France. De plaats ligt langs de gekanaliseerde Aa, en is uitgegroeid tot aan het strand. Aan de overkant van de Aa ligt de buurgemeente Grand-Fort-Philippe.
Het plaatsje dankt zijn naam aan een fort dat in 1582 ter verdediging van de monding van de Aa werd opgericht door Filips II van Spanje, die naast koning van Spanje ook graaf van Vlaanderen was. 
Het plaatsje ontwikkelde zich vanaf de 19e eeuw als badplaats van Grevelingen. Mede door de industrialisatie van de omgeving is de plaats verder uitgegroeid tot een wijk van Grevelingen. Ten oosten van de plaats ligt de Kerncentrale Grevelingen.
- In de plaats vindt men de Vuurtoren van Grevelingen.
- De Onze-Lieve-Vrouw van Bijstandkerk (Église Notre-Dame du Perpétuel Secours)

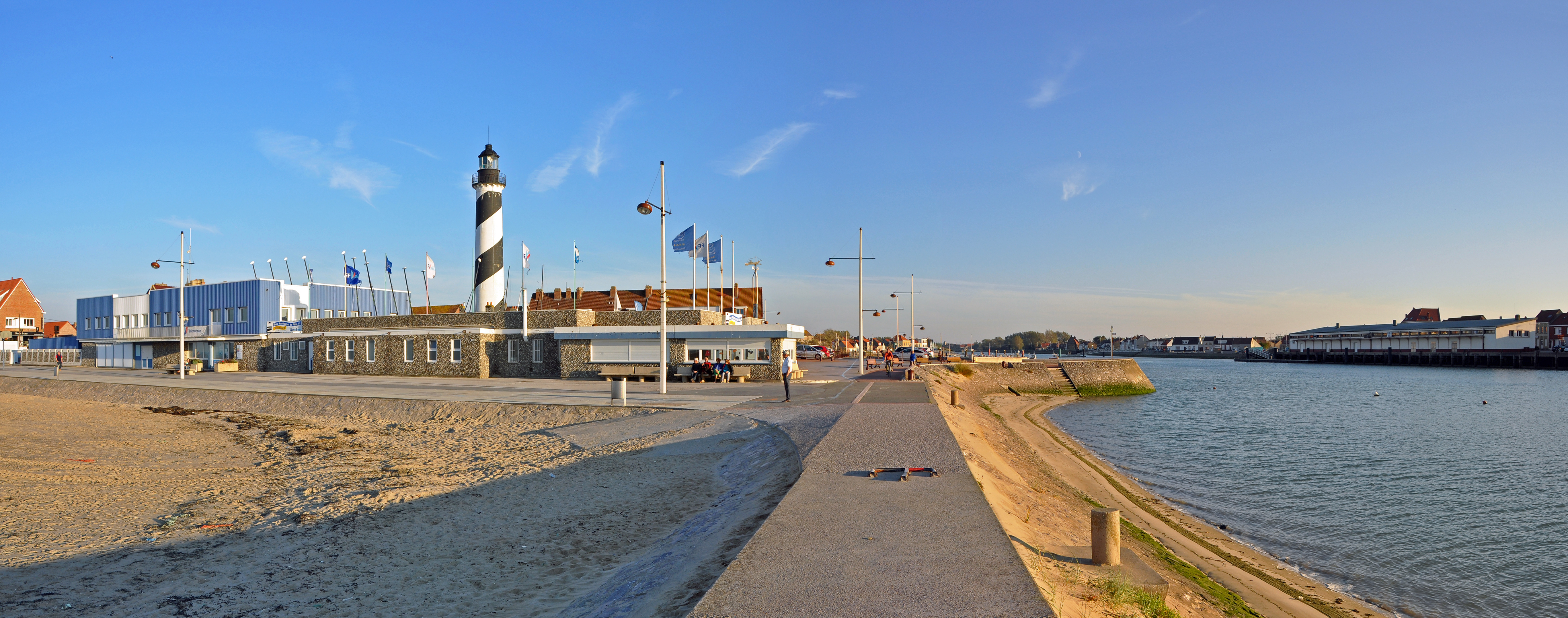
Petit-Fort-Philippe, met de vuurtoren en de monding van de Aa